# Лило и Стич (мультсериал)
«Лило и Стич: Мультсериал» (англ. Lilo & Stitch: The Series) — анимационный телевизионный сериал. Сериал является продолжением мультфильма «Новые приключения Стича» и предысторией фильма «Лерой и Стич». Первый показ мультсериала проводился в 2003—2006 годах.

## Сценарий
Лило и Стичу дана задача собирать всех остальных экспериментов Джамбы, делая из плохих хороших, и находить им новые дома. Тем временем капитан Ганту и его ленивый партнёр, эксперимент 625, пытаются захватить эксперименты для доктора Хомяксвиля.

## Эпизоды
| Сезон   | Серии | Начало           | Конец           |
| ------- | ----- | ---------------- | --------------- |
| Сезон 1 | 39    | 20 сентября 2003 | 28 февраля 2004 |
| Сезон 2 | 26    | 5 ноября 2004    | 29 июля 2006    |

## Персонажи

### Главные герои
- Стич (англ. Stitch/Experiment 626) — инопланетный генетический эксперимент, созданный инженером «Гэлэкси Дэверс Индастрис» (а на деле злым гением), Джамбой Джукибой. Эксперимент 626 предназначен для создания хаоса и разрушений. Генетический эксперимент отличается исключительной вспыльчивостью и разрушительным поведением. Был перевоспитан Лило в преданного и доброго друга. Любимый напиток Стича — кофе, книга — «Гадкий утенок», фильмы (поначалу) — разрушительные, о здоровых монстрах и пауках. Обожает рок-н-ролл и кокосовые пирожные. Озвучивает Крис Сандерс.
- Ли́ло Пелекаи (англ. Lilo Pelekai, в переводе с гавайского языка Лило означает «потерянный»[2]) — маленькая семилетняя девочка, живущая на Гавайских островах на острове Кауа́и вместе со своей старшей сестрой Нани. Весьма неординарная и эксцентричная личность, что вызывает затруднения в её общении со сверстниками. Поэтому Лило восполняет этот недостаток в общении со Стичем, которого окружающие принимают за пса. Лило посещает школу гавайского танца ху́ла, а одним из её хобби является фотографирование тучных людей на пляже. Кроме того, Лило нравятся киноужасы, научно-фантастические фильмы. Но, вместе с тем, она — очень добрый человек, который своей добротой превращает космического монстра в милое и ласковое существо. Кумир Лило — Элвис Пресли. Девочка любит рисовать и кормить рыбку Пузана сэндвичем с вареньем. Влюблена в Кеони Джеймсона.
- Джамба Джукиба (англ. Jumba Jookiba) — инопланетянин с планеты Квилтакван (Kweltikwan). Работал инженером в «Гэлэкси Дэверс Индастрис» на планете Туро (Turo). Он склонен ко лжи, часто совершает необдуманные поступки и быстро меняет своё мнение. Джамба гениально умён и развит практически во всех областях науки. Несмотря на то, что считает себя злым гением, он очень добр. Был отправлен на Землю вместе с агентом Пликли для поимки Эксперимента 626. Джамба состоит в клубе космических злых гениев, специализируется на генетических мутантах.
- Агент Венди Пли́кли (англ. Agent Wendy Pleakley) — сотрудник службы наблюдения за другими планетами, эксперт по Земле. Был отправлен на Землю для того, чтобы присматривать за Джамбой и помогать ему в поимке Стича. У Пликли три ноги, шея на шарнирах, один огромный глаз, два языка и маленькая голова. Истеричный, плаксивый, склонный к панике и обморокам. Любит носить платья и парики, выдавая себя за земную женщину. Боится своей родной семьи и брака. Мания наводить порядок, орать, во всё вмешиваться и первым сбегать. Очень самоуверенный. Джамба любит его попугать и посмотреть, как тот орёт и удирает. Пликли трусоват и очень говорлив. Специалист по моде.
- На́ни Пелека́и (англ. Nani Pelekai) — старшая сестра Лило. Заботится о Лило с того времени, как умерли их родители, сильно боится её потерять и очень любит её.
- Дэвид Кауина (англ. David Kauina) — друг Лило и Нани, серфингист и факир. Пытается пригласить Нани на свидание (в конце, когда показываются фотографии, видна одна, где Нани и Дэвид сидят у костра — видимо, свидание удалось).
- Ганту (англ. Ganta) — главный отрицательный персонаж, бывший межгалактический офицер (выглядит как гибрид слона и акулы), был уволен в первом фильме. Всё это время его подбитый космолёт находился где-то в джунглях у водопада. После выпуска второго фильма, к нему привязался его компаньон — 625. Работал все это время на Хомяксвиля. Постоянно грозится убить Стича, тем самым обзывая того уродцем, выродком и. т. д.
- 6.2.5. — «Рубен» (англ. Ruben) — так назвала Лило его в «Лерой и Стич». Несмотря на то, что является одним из самых мощных образцов, ленив, труслив, болтлив и в какой-то степени добр, но сам поумней своего босса — Ганту. Обожает сэндвичи, мастер их готовки. Из всех образцов, его программа речи — самая развитая. Так же, как и Стич, способен менять форму. На протяжении всего сериала критиковал Ганту и редко объединялся со Стичем. Единственный в сериале не перевоспитанный образец, который из-за своей лени не нуждается в перевоспитании. Довольно умный, смог поднять в воздух космолёт Ганту, используя лишь один огурец.
- Доктор Жак фон Хомяксвиль (англ. Dr. Jacques von Hämsterviel ) — самый отрицательный персонаж сериала, босс для Ганту, как существо имеет гибрид кролика и хомяка. Ненавидит когда его называют «Доктор Хамский Свин» или сравнивают с тушканчиком. Спонсировал Джамбу, когда он проводил свои незаконные генетические опыты, плодами которых стали 626 экспериментов. После того как поймали Джамбу Джукибу, он стал прятаться в своём секретном логове. Когда его логово нашли, он прятался по всем помещениям, но когда его всё-таки нашли, вдруг произошёл взрыв. Хомяксвиль очнулся около разрушенным взрывом логова. Все думали что он умер, но на самом деле он искал плоды экспериментов, чтобы ввергнуть Галлактическую Федерацию в хаос. Но вот он нанял уволенного капитана Ганту. Когда Ганту рассказал ему где находятся эксперименты, направился в сектор «Гамма». Когда произошли действия мультфильма «Лило и Стич. Новые приключения», был взят под стражу, но даже из-под заключения мог руководить действиями Ганту. Через 2 года своего заключения бежал, и скрывался по необитаемым планетам, нанимая по пути своих единомышленников (не только Ганту).

## Озвучивание

### Главные герои
- 626/Стич — Крис Сандерс
- Лило Пелекаи — Дэйви Чейз
- Доктор Джамба Джукиба — Дэвид Огден Стайерз
- Агент Венди Пликли — Кевин Макдональд
- Нани Пелекаи — Тиа Каррере
- Дэвид Кауина — Ди Брэдли Бейкер
- Доктор Жак фон Хомяксвиль — Джефф Беннетт
- Ганту — Кевин Майкл Ричардсон
- 625/Рубен — Роб Полсен

### Второстепенные персонажи
- Мертл Эдмондс — Лилиан Муми
- 007/Джи-джи.
- 624/Ангел — Тара Стронг
- 221/Спарки — Дик Клейнер
- Кобра Баблз — Винг Рэймс
- Кеони Джеймсон — Шон Флеминг
- Миссис Касагава — Эми Хилл
- Виктория — Элисон Стоунер
- Юки, Елена и Тереза — Лили Исида, Джилиан Генри и Кали Вайтсхарт

## Награды и номинации
- Дневная премия «Эмми» 2005 — Выдающийся успех в музыкальном направлении и составе.
- Звуковые редакторы кинофильма 2004 — Лучший монтаж звука в телевизионной мультипликации.